# BAP Ferré (CM-27)
El BAP Ferré (CC-27) antes designado como Gyeongju (PCC-758) mientras permaneció en servicio bajo la Armada de Corea del Sur, es una Corbeta porta-misiles de la Clase Pohang, que fue transferida en 2015 a la Marina de Guerra del Perú, donde sirvió por poco más de dos años como patrullera marítima bajo la designación (PM-211). Sin embargo, en agosto de 2018 el BAP Ferré fue reclasificado como corbeta misilera (CC-27) e incorporada a la Fuerza de Superficie.

## Historia
En los años de 1980 la Armada de Corea del Sur puso en servicio una serie de navíos de la Clase Pohang, catalagados como Cobertas de Patrulla de Combate (PCC- Patrol Combat Corvette), siendo uno de ellos el Gyeongju (PCC-758) que entró en servicio el 1 de mayo de 1985. El 30 de diciembre de 2014 la nave pasó a la reserva y posteriormente, mediante un acuerdo entre la República de Corea del Sur y la República del Perú de fecha 20 de octubre de 2015 fue transferida a la Marina de Guerra del Perú bajo la designación de BAP Ferré (PM-211). La nave llegó al puerto del Callao el 15 de julio de 2016, incorporándose al servicio activo de la Dirección de Capitanías y Guardacostas de la Marina de Guerra del Perú. En agosto de 2018 el BAP Ferré fue reclasificado como corbeta misilera (CM-27) e incorporada a su Fuerza de Superficie.